# Менденхол (Мисисипи)
Менденхол (енгл. Mendenhall) град је у америчкој савезној држави Мисисипи.

## Демографија
По попису из 2010. године број становника је 2.504, што је 51 (-2,0%) становника мање него 2000. године.
| Група             | 2000.         | 2010.         |
| Белци             | 1.801 (70,5%) | 1.638 (65,4%) |
| Афроамериканци    | 715 (28,0%)   | 810 (32,3%)   |
| Азијати           | 3 (0,1%)      | 8 (0,3%)      |
| Хиспаноамериканци | 26 (1,0%)     | 19 (0,8%)     |
| Укупно            | 2.555         | 2.504         |